# 北陸福祉保育専門学院

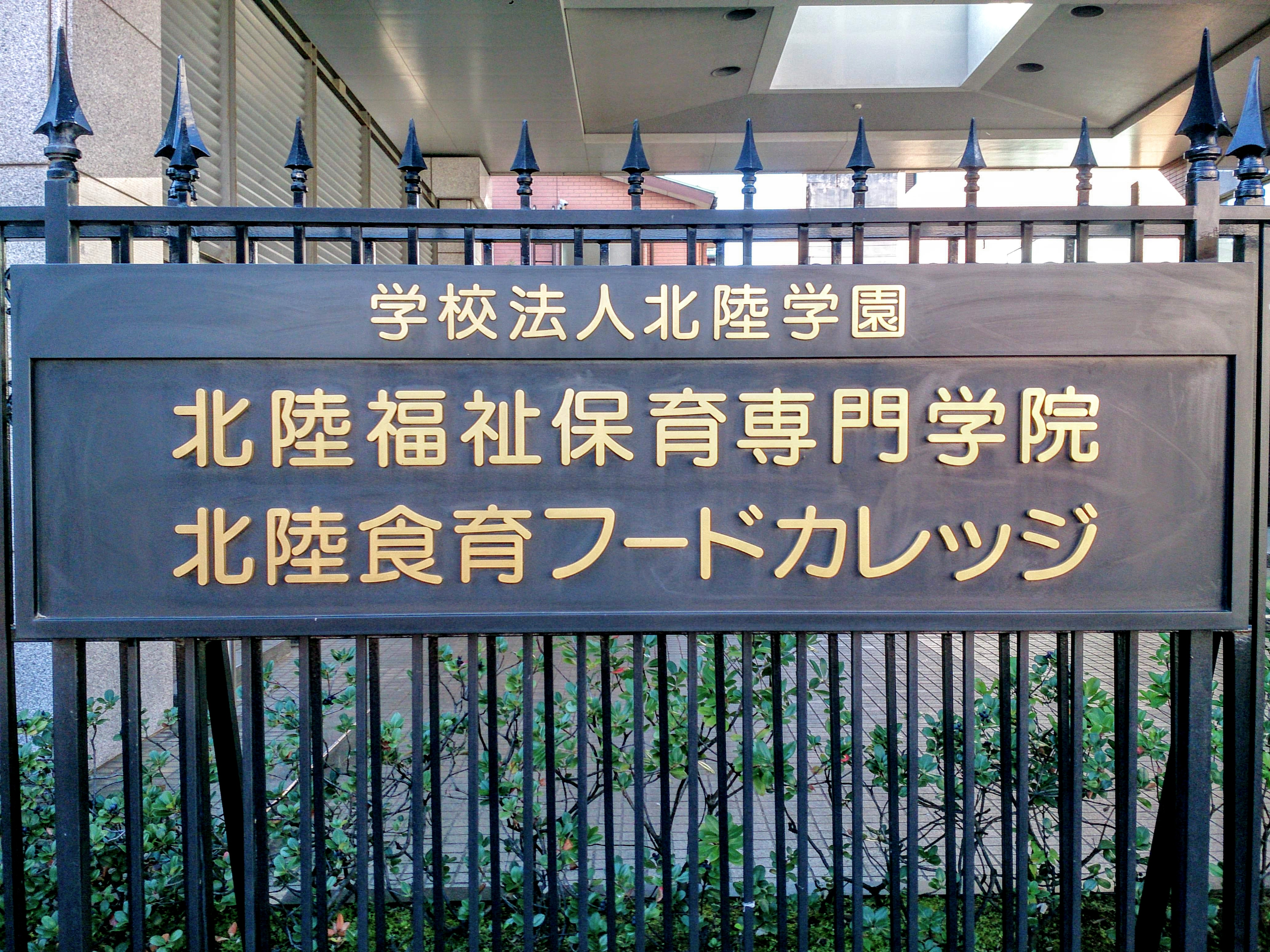
学校表示

北陸福祉保育専門学院（ほくりくふくしほいくせんもんがくいん）とは、新潟県長岡市にある私立専門学校である。

## 概要
本校は1986年に保育系専門学校として開校した。2018年度現在は姫路大学および豊岡短期大学との学校間連携により、4年制大学もしくは2年制の短大で行われるカリキュラムの併修が可能な学科などを設置している。
4学科では、それぞれ在学中に小学校教諭・養護教諭・幼稚園教諭の免許や、保育士・介護福祉士などの国家資格が取得可能となっている。
2014年3月31日からは文科省が運用を開始した「職業実践専門課程」制度に認定され、介護現場実習（インターンシップ）の実施に伴い、市内に本部を置く介護福祉施設「長岡東山福祉会」と企業提携を結んでいたが、後にその実習が一切行われていなかったことが判明し、虚偽申告として認定が取り消されている。

### 校舎
現在の校舎は1997年に竣工しているが、この校舎は日本海側では初めての採用となる免震構造となっており、2004年の中越大震災や2007年の中越沖地震において市内が甚大な被害を受けた際にも本校では一切被害が発生していない。2018年現在、校舎は姉妹校の北陸食育フードカレッジと共用で、全8階建て。

## 沿革
- 1986年1月28日 – 設立[6]。
- 1997年10月 - 現在の校舎が竣工する[13]。
- 2014年3月31日 - 文部科学省より「職業実践専門課程」の認定を受ける[6]。
- 2014年8月25日 – 設置者の学校法人北陸学園が新潟県および文科省に対し、虚偽の職業実践専門課程認定の推薦依頼を出していた事が発覚し、推薦を出していた県は文部科学省に対し、職業実践専門課程認定の推薦を取り消す方針を発表する。
- 2014年8月29日 – 県からの推薦取り消し および 虚偽申告があったことを理由に、文部科学大臣が本校の職業実践専門課程の認定を取り消す[6][14][9][15]。（2017年度まで再認定しないことを決定[6]）

## ギャラリー

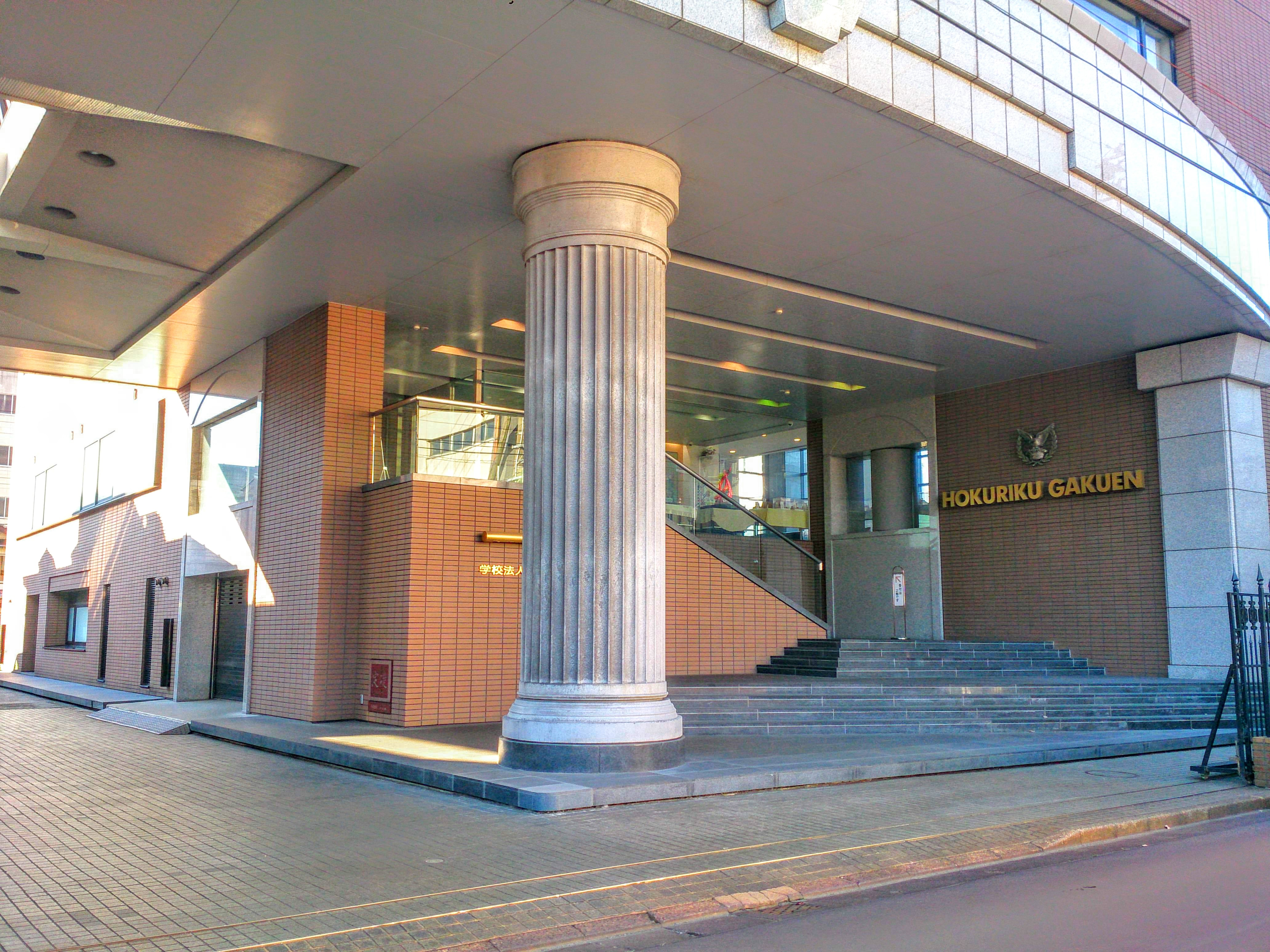
生徒玄関
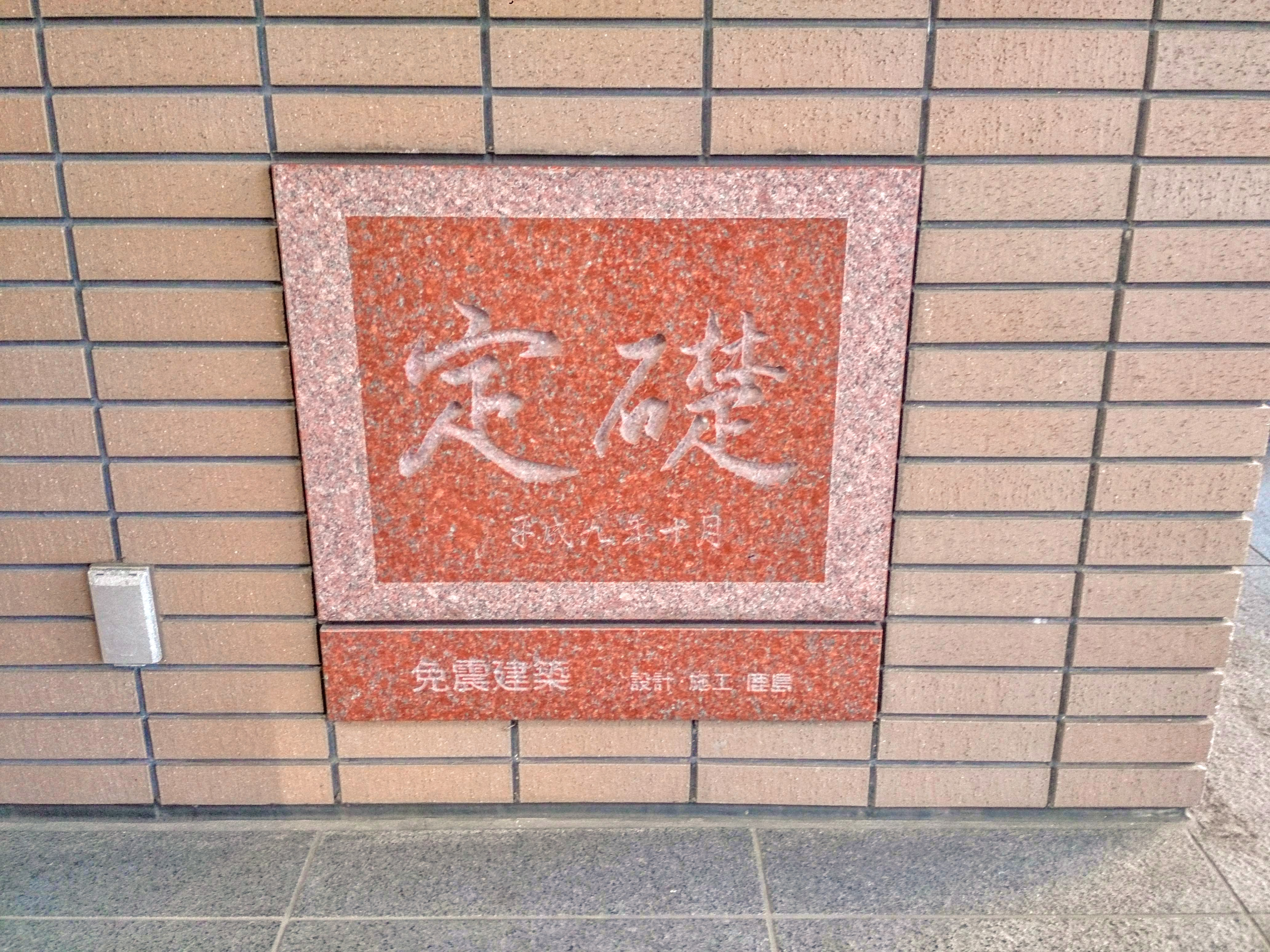
定礎表示（参考資料）

## 交通・アクセス方法
- JR（上越新幹線・信越本線・上越線）長岡駅（東口）より北へ約650m[16]（徒歩：約10分[16]）